# Большой Ручей
Большой Ручей — река в России, протекает по Чердынскому району Пермского края. Устье реки находится в 11 км от устья Вишерки по левому берегу. Длина реки составляет 10 км.
Исток реки в 33 км к северу от посёлка Ныроб. Река течёт на юг, всё течение проходит по ненаселённому лесу. Впадает в большую излучину Вишерки, известную как «мерзляковский круг».

## Данные водного реестра
По данным государственного водного реестра России относится к Камскому бассейновому округу, водохозяйственный участок реки — Кама от водомерного поста у села Бондюг до города Березники, речной подбассейн реки — бассейны притоков Камы до впадения Белой. Речной бассейн реки — Кама.
Код объекта в государственном водном реестре — 10010100212111100006543.